# Les Flèches brûlées
Pour plus de détails, voir Fiche technique et Distribution.
Les Flèches brûlées (Flaming Feather pour le titre original) est un western de 1952 réalisé par Ray Enright, avec Sterling Hayden dans le rôle principal.

## Synopsis
Un mystérieux hors-la-loi, connu seulement sous le nom de Sidewinder (Victor Jory), terrorise les colons de l'Arizona. Un éleveur dont la propriété a été pillée, Tex McCloud (Hayden), et un officier de la cavalerie américaine nommé Blaine (Forrest Tucker) décident tous deux de faire justice. Ils vont jusqu’à parier sur celui qui arrivera le premier à mettre la main sur Sidewinder.
Une riche propriétaire de saloon, Carolina (Arleen Whelan), tente de persuader Tex de s'attaquer également à Lucky Lee, un propriétaire de mine qui lui doit 20 000 dollars. Elle tente également de séduire Tex, mais celui-ci se montre indifférent.
Après avoir échangé sa chambre d'hôtel avec l'amoureuse de longue date de Lucky, Nora Logan (Barbara Rush), Tex se retrouve au cœur d’une embuscade tendue par le joueur Showdown Calhoun (Richard Arlen) et son partenaire, qui cherchent à enlever Nora. Ceux-ci tenteront par la suite d’enlever Nora dans la diligence mais, là encore, Tex vole à son secours.
Nora explique qu'elle s'est fiancée avec Lucky uniquement par gratitude, après qu’il l’eut sauvée d'une agression similaire. Lucky échafaude une théorie selon laquelle Tombstone Jack est le célèbre Sidewinder, mais après que Carolina s’est faufilée jusqu’à Tombstone et l'a tué, Tex et Blaine commencent à soupçonner que Lucky est en fait l'homme qu'ils recherchent. Turquoise (Carol Thurston), une Ute qui aime Lucky, le sait, elle, sans le moindre doute.
Nommé marshall, Tex et un groupe d’hommes armés se lancent à la poursuite de Lucky, qui a enlevé Nora et s'est réfugié dans une cache. Lucky conspire avec une bande d'Utes pour attaquer les hommes à ses trousses. Carolina et Showdown sont tués. Tex et Blaine parviennent à la cache mais Turquoise, par jalousie, a déjà tué Lucky, les prenant de vitesse et Blaine et McCloud doivent se résoudre à annuler leur pari.

## Distribution
- Sterling Hayden  (VF : Pierre Hatet) : Tex McCloud
- Forrest Tucker  (VF : Andre Valmy) : Lieutenant Tom Blaine
- Arleen Whelan  (VF : Claude Gensac) : Carolina
- Barbara Rush  (VF : Michele Andre) : Nora Logan
- Victor Jory  (VF : Michel Gatineau) : Lucky Lee « Sidewinder »
- Richard Arlen  (VF : Jean Martinelli) : Eddie « Showdown » Calhoun
- Edgar Buchanan  (VF : Jean Daurand) : Sergent O'Rourke
- Carol Thurston  (VF : Linette Lemercier) : Turquoise
- Nacho Galindo (non crédité)  (VF : Albert Medina) : José
- Ian McDonald (VF : René Arrieu) :Tom le tueur
- Georges Cleveland (VF : Raymond Rognoni) :doc fallon
- Victor Adamson (VF : Fred Pasquali) :pilier de bar
- Ray Teal  (VF : Serge Nadaud) : le sheriff de coconino
- Sailor Vincent (VF : Serge Nadaud)  :Ivrogne